# 楠塔哈拉鎮區 (北卡羅萊納州斯溫縣)
楠塔哈拉鎮區（英語：Nantahala Township）是位於美國北卡羅萊納州斯溫縣的一個鎮區。

## 地方資料
楠塔哈拉鎮區的面積為204.35平方千米，皆為陸地。根據2020年美國人口普查的數據，當地共有人口1896人，而人口密度為每平方千米9.28人。